# Rhyacophila nyelungpa
Rhyacophila nyelungpa är en nattsländeart som beskrevs av Schmid 1970. Rhyacophila nyelungpa ingår i släktet Rhyacophila och familjen rovnattsländor. Inga underarter finns listade i Catalogue of Life.